# 免疫療法
免疫療法（めんえきりょうほう、英: Immunotherapy）は、「免疫応答を誘導、増強、または抑制することによる疾患の治療」である。免疫療法は、免疫応答を誘発または増幅する免疫療法、免疫応答を抑制する免疫療法に分類できる。
免疫療法に使う薬は、病原体による感染を治療する際に使用しても、病原体が耐性を得る可能性が低いなど、既存の薬物よりも副作用が少ないことが多い。
細胞ベースの免疫療法は、いくつかのがんに対して有効である。リンパ球、マクロファージ、樹状細胞、ナチュラルキラー細胞（NK細胞）、細胞傷害性Tリンパ球（CTL）などの免疫細胞は、腫瘍細胞の表面上に発現する異常抗原を標的にしてがん細胞を排除する。顆粒球コロニー刺激因子（G-CSF）、インターフェロン、イミキモド、および細菌由来の細胞膜画分などを使った治療法は、医療用途で認可されている。 IL-2、IL-7、IL-12、種々のケモカイン、合成シトシンリン酸グアノシン（CpG）オリゴデオキシヌクレオチドおよびグルカンを含む他のものは、臨床試験、あるいは前臨床段階である。

## 免疫調節剤
免疫調節剤は、免疫療法に使う免疫応答の活性化剤である。遺伝子組換え、化学合成および天然物からの調製など、由来は多様である。 
| クラス                   | 例剤                                                                         |
| ------------------------ | ---------------------------------------------------------------------------- |
| IL（インターロイキン）   | IL-2、 IL-7、 IL-12                                                          |
| サイトカイン             | インターフェロン、 G-CSF、 イミキモド                                        |
| ケモカイン               | CCL3、CCL26、CXCL7                                                           |
| 免疫調節イミド薬 (IMiDs) | サリドマイドおよびその類縁体（レナリドミド、 ポマリドミド、 アプレミラスト） |
| その他                   | シトシンリン酸-グアノシン、オリゴデオキシヌクレオチド、グルカン              |

## 免疫療法（免疫を活性化）

### がん
がん免疫療法は、免疫系を刺激して腫瘍を排除しようとする試みである。いろいろな戦略が研究され、臨床応用もされている。免疫療法は、従来の治療法と組み合わせて使われることが多い。
血液からG-CSFリンパ球を抽出し、in vitroで、適切な刺激性のサイトカインで、腫瘍抗原に対して刺激を与え、増殖させる。その後、患者に再注入され、リンパ球は抗原を発現する腫瘍細胞を破壊する。
初期段階（非侵襲性）の膀胱がんに対するBCGの免疫療法があり、弱毒化した生きた細菌を膀胱内に入れることで、3分の2の症例で再発を予防するのに有効であった。
局所免疫療法はインターフェロンを産生する免疫増強クリーム（イミキモド）を利用し、レシピエントのキラーT細胞が疣贅、日光角化症、基底細胞がん、膣上皮内腫瘍、扁平上皮がん、皮膚リンパ腫および表在悪性黒色腫を攻撃する。
注射免疫療法（「病巣内」または「腫瘍内」）は、おたふくかぜ、カンジダ、HPVワクチンまたはトリコフィチンの抗原を注射することで、疣贅（HPV誘発腫瘍）を治療する。
養子免疫療法は、肺などのがんで試験されている。

#### 樹状細胞の刺激
樹状細胞を刺激して、抗原に対する細胞性免疫応答を活性化することができる。樹状細胞は、抗原提示細胞の一種であり、免疫療法を必要とする人から採取される。次いで、これらの細胞を抗原または腫瘍溶解物 で刺激するか、またはウイルスベクターで導入して、樹状細胞に抗原を提示させる。その樹状細胞を輸血し生体に戻すと、これらの活性化細胞はヘルパーT細胞、キラーT細胞、B細胞に抗原を提示する。これにより、抗原を発現している腫瘍細胞に対する細胞傷害性応答が開始される。がんワクチンのSipuleucel-Tはこのアプローチの一例である。

#### 養子免疫T細胞療法
養子免疫T細胞療法は、自己から採取したT細胞をin vitroで培養し、後に元の生体に戻す。T細胞は採取したときにすでに腫瘍細胞を標的にしているかもしれないし、標的にするために遺伝子操作されてもよい。これらのT細胞は、腫瘍浸潤リンパ球（TIL）といわれ、高濃度のIL-2、抗CD3抗体および同種反応性フィーダー細胞を用いて増殖させる。次いで、これらのT細胞をヒトに戻して、それらの抗がん活性をさらに高めるIL-2の投与もともに行う。
生体に戻す前に、患者はリンパ球枯渇の状態にされる。移入される細胞と競合する未修飾の内在性リンパ球と調節性T細胞を排除する必要がある。リンパ球枯渇は、全身への放射線照射によってなされる。移入された細胞は生体内で増殖し、多くの患者で末梢血に持続し、注入後6-12カ月で全CD8+T細胞の75％のレベルを示すことがある。2012年時点で、複数の施設で転移性黒色腫の臨床試験が進行中であった。

##### 免疫強化療法
自家免疫強化療法は、ヒト末梢血由来ナチュラルキラー細胞を使用し、細胞傷害性Tリンパ球および他の関連する免疫細胞をin vitroで増殖させ、次いで再注入する。この治療法は、C型肝炎、慢性疲労症候群、 およびHHV6感染に対して試験されている。

##### T細胞の遺伝子操作
T細胞の遺伝子操作は、T細胞を採取し、腫瘍抗原を認識するように特化されたT細胞受容体（TCR）遺伝子を含むレトロウイルスをT細胞に感染させることによって行われる。このウイルスは、T細胞受容体をT細胞のゲノムに組み込む。T細胞を増殖させた後、再注入され、腫瘍細胞に対する免疫応答を生じる。この技術は、難治性IV期転移性メラノーマおよび進行した皮膚がんで試験されている。

### 免疫回復
免疫療法のもう1つの潜在的な用途は、免疫不全の人々の免疫系を回復させることである。 サイトカイン、IL-7およびIL-2は、臨床試験において試験されている。

### ワクチン接種
免疫療法には、ワクチン接種も含まれ、免疫系を活性化して感染性因子に応答する。

## 免疫療法（免疫を抑制）
免疫抑制は、自己免疫疾患において異常な免疫応答を減衰させたり、または移植臓器や移植細胞の拒絶反応の防止において正常な免疫応答を低下させたりする。

### 免疫抑制剤
免疫抑制剤は、臓器移植や自己免疫疾患で利用される。 免疫応答はリンパ球の増殖に依存する。細胞分裂抑制剤は免疫を抑制する性質をもつ。グルココルチコイドは、リンパ球活性化をやや特異的に阻害するが、イムノフィリンはより特異的にTリンパ球の活性化を標的に阻害する。免疫抑制抗体は、免疫応答を標的とする。免疫応答を調節する他の薬物も知られている。

### 免疫寛容
身体は、それ自身の組織に対しての免疫による攻撃は、通常起こさない。しかし、自己免疫疾患では自己の臓器や細胞を誤って攻撃したり、臓器移植では外来組織を攻撃したりする。免疫寛容療法は、そういった反応を止めるように免疫系を再構築しようとする。免疫寛容は、生涯にわたる免疫抑制の使用、およびその副作用を低減または排除する。それは、移植および1型糖尿病または他の自己免疫疾患で試験されている。

### アレルギー
免疫療法はアレルギーの治療にも適応される。アレルギー治療（抗ヒスタミン剤やコルチコステロイドなど）はアレルギー症状を治療するが、免疫療法はアレルゲンに対する感受性を低下させ、その重篤度を軽減する。
免疫療法は長期的な利益をもたらしうる。しかし、免疫療法は一部の人にとっては効果があっても、効果がない場合もある。
この療法は、アレルギーがひどい、あるいは特定のアレルゲンを避けられない人々に適応される。免疫療法は、食物アレルギーや薬用アレルギーには一般的には適応されず、アレルギー性鼻炎または喘息の人々に特に有用である。
最初の用量には、ごく少量のアレルゲンまたは抗原を含んだものを投与する。人が脱感作されるにつれて、投与量は時間とともに増加する。

## 寄生虫を用いた療法
豚鞭虫（Trichuris suis）やアメリカコウチュウ（Necator americanus）などの寄生虫を、免疫学的疾患およびアレルギーの治療に使えないか試験されている。再発性多発性硬化症 、クローン病、アレルギーおよび喘息の治療として研究されている。寄生虫が免疫応答を調節する機構は不明である。